# Goutte froide
Pour les articles homonymes, voir Goutte.

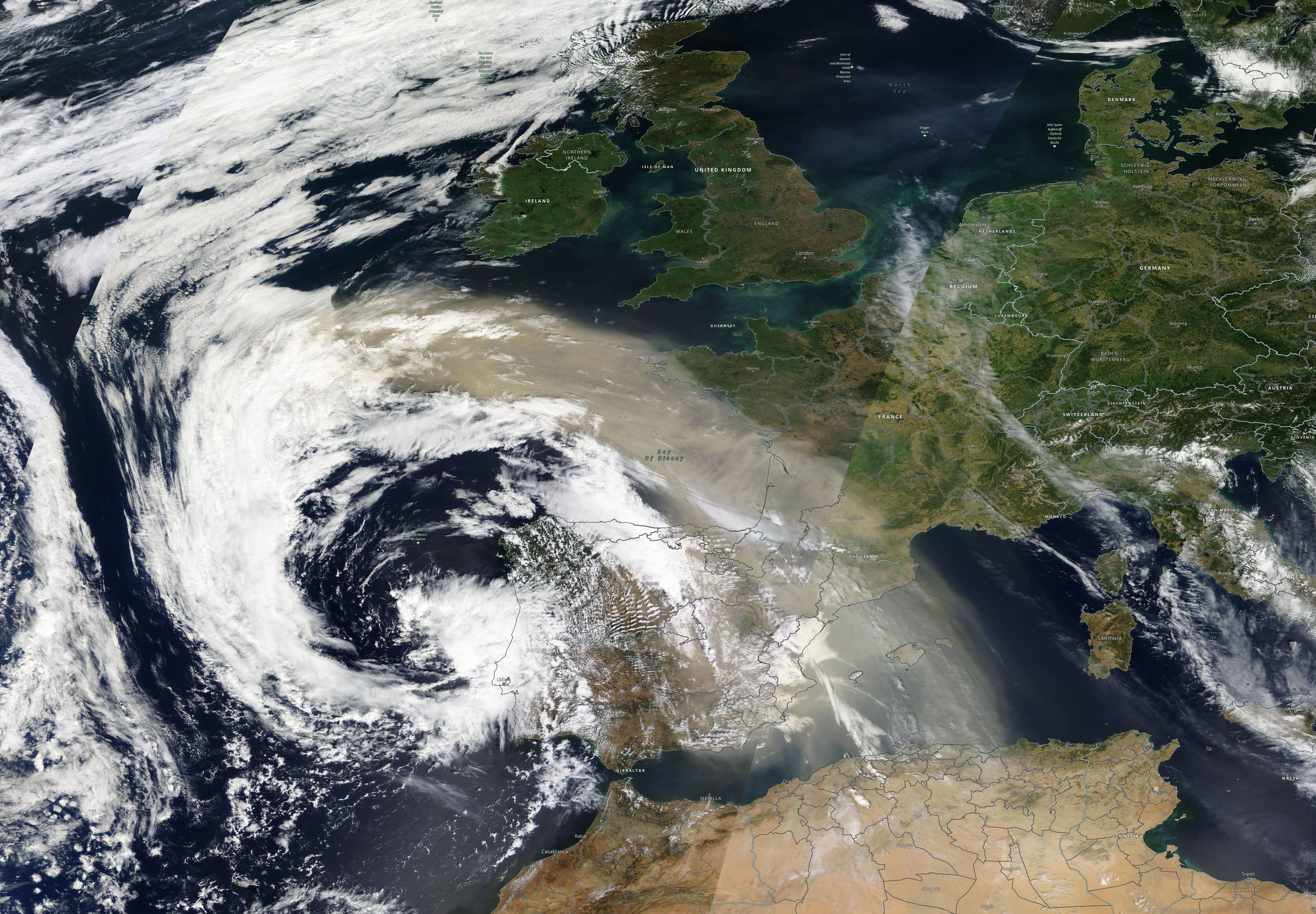
Image satellite d'une goutte froide synoptique à l'ouest de la péninsule ibérique le 4 septembre 2023.

Une goutte froide ou goutte d’air froid désigne en météorologie un volume limité d’air froid qui est représenté, sur une carte météorologique, entouré d'isothermes fermées. On parle également de dôme froid ou dôme d'air froid bien que ces deux termes soient plus généraux et puissent s'appliquer à des masses froides capturées sous de l'air plus chaud (blocage d'air froid) ou de la poche d'air froid dans une dépression en occlusion.
Le diamètre d'une goutte froide peut varier de quelques centaines à un millier de kilomètres. L'air y est homogène et sans ligne de front le séparant des masses environnantes, tout en ayant une influence déterminante sur le temps. La goutte froide mène alors le plus souvent à une circulation atmosphérique de blocage où on assiste à la formation d'une dépression coupée d'altitude,. Les gouttes froides hautes, entre 1 000 et 10 000 m, sont des régions de faible stabilité, alors que les gouttes froides basses sont des zones d'air relativement stable.
Une autre sorte de goutte froide est celle naissant à méso-échelle sous un orage ou une averse lorsque le cœur de précipitations et d'air frais des niveaux moyens de l'atmosphère descend vers le sol : étant plus froid que l'environnement, ils forment un dôme d'air froid très stable qui s'étale sous le nuage.

## Goutte synoptique

### Terminologie
On ne sait pas quand l'usage du mot « goutte froide » est entré dans la météorologie. Cependant, avant cela, ce terme était très fréquemment utilisé dans la médecine, au moins du XVIe au XIXe siècles, en signifiant une maladie. Antonyme de « goutte chaude », il s'agissait d'une sensation de froid. Mais celui-ci signifiait aussi une goutte chronique privée de la rougeur qui accompagne la tumeur goutteuse. En ligne, le mot se trouve dans un livre publié à Lyon en 1579. Il s'agit d'une traduction de Chirurgia Magna de 1363, dont l'auteur était un professeur éminent de la faculté de médecine de Montpellier, Guy de Chauliac.

### Formation

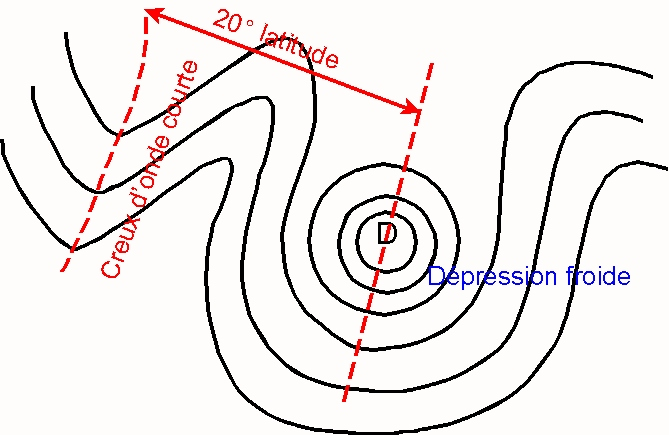
Une dépression froide stationnaire, dans laquelle on retrouve une goutte froide, et la règle de Henry menant à son délogement.

La circulation atmosphérique propice à la formation d'une goutte froide est un creux barométrique d'altitude ayant une forte composante nord-sud. L'air froid entraîné vers les régions méridionales finit par créer une dépression fermée à tous les niveaux, en marge de la circulation générale, et surmontée d'un dôme d'air froid.
Bien que ce schéma puisse se produire en toute saison, on le retrouve surtout au printemps et en automne lorsqu'une masse d'air polaire est amenée vers les régions plus méridionales par le courant-jet se déplaçant entre 5 et 9 km d'altitude. Ce phénomène occasionnel peut se produire partout dans les latitudes moyennes, entre autres sur la Côte d'Azur, la côte méditerranéenne espagnole et les Grands Lacs d'Amérique du Nord en avril et octobre.
Si la goutte se trouve près du sol, on obtient une inversion de température et des nuages stratiformes de faible extension verticale. Lorsque cet air passe au-dessus d'air plus chaud provenant d'un anticyclone plus au sud ou d'une source de chaleur locale, comme la mer dont l'eau est plus chaude que la température de la goutte, l'air est alors particulièrement instable et donne des nuages convectifs.
Étant une dépression, la goutte froide a comme effet secondaire de faire remonter une masse air chaud en surface en aval de sa position. En hémisphère nord, il s'agit des masses d'air tournant dans le sens inverse des aiguilles d'une montre des latitudes plus basses, qui passent à l'est de la goutte froide. Celle-ci fonctionne donc comme pompe à chaleur.    
En 1992, une étude statistique des gouttes froides synoptiques les séparent en 3 types : les gouttes froides de type arctique, de type polaire et de type subtropicale, en fonction du courant-jet au voisinage duquel eut lieu le détachement de la circulation. Les gouttes froides subtropicales sont plus petites durent le moins longtemps,.

### Évolution
La dépression froide d'altitude peut persister de quelques jours à plus d'une semaine. Elle peut être absorbée dans la circulation générale alors qu'une autre se reforme au même endroit quelques jours plus tard. L'évolution et le déplacement d'une dépression froide, comme tout blocage météorologique, sont donc incertains parce qu'il s'agit d'une situation très stable. Pour déplacer ou absorber un tel système, il faut que le flux d'altitude qui descend vers lui soit très puissant et bien synchronisé et/ou l’activité orageuse/pluvieuse en son sein mélange la masse d'air dans la verticale. Le problème est similaire à la dissipation des tourbillons dans le flot d'une rivière. La goutte d'air froid qui l'a formée peut donc persister au-dessus d'une région assez longtemps.
Les météorologues ont développé la règle d'Henry, avant le développement des modèles de prévision numérique du temps, qui donnait une méthode pour évaluer la possibilité de formation et de dissipation des dépressions coupées. Le développement des modèles numériques a fourni une méthode plus objective de prévision, mais ils ont eu longtemps tendance à ouvrir et absorber ces systèmes dans la circulation générale trop rapidement. L'amélioration des équations et de la résolution des modèles a considérablement amélioré la prévision de leur comportement, des erreurs se produisant encore souvent. La position de la goutte froide peut donc être mal estimée et les régions de convection atmosphérique qui l'accompagnent également.

### Conséquences météorologiques
Les conséquences météorologiques varient selon la taille de la goutte, son altitude et sa durée de vie. Dans le cas d'une « goutte de basse altitude », la dépression créée est généralement faible et se comble spontanément. On a donc des nuages minces de bas niveau, sans ou avec peu de précipitations, et en dissipation.
Si la goutte s'étend en altitude, le phénomène de goutte pourra persister plusieurs jours ou même plus d'une semaine, comme la dépression au-dessus de laquelle se retrouve la goutte froide se déplace lentement et que l'air y est instable, des bandes intenses de précipitations affecteront certains corridors. La pluie/neige peut donc durer des jours et localement donner de très grandes accumulations causant des inondations, ainsi que des dommages aux maisons et aux cultures,. La saturation des sols en eau peut aussi induire des phénomènes de solifluxion et de glissements de terrain. Selon la profondeur de la dépression de surface et la force des orages imbriqués, les vents peuvent être forts à violents. Dans ce cas, le phénomène peut toucher un vaste territoire.
À titre d'exemple, une goutte froide est responsable des inondations de juillet 2021 en Europe qui furent catastrophiques. La dépression coupée a produit par un cumul inhabituel de pluie sur l'Allemagne, la Belgique, les Pays-Bas, le Luxembourg, la France et la Suisse, se soldant par plus de 100 morts en quelques jours. Il est tombé 154 millimètres de pluie le mercredi 14 juillet à Cologne, dont 145 millimètres de 8 h à 20 h. C’est-à-dire qu’il est tombé en douze heures ce qui tombe habituellement en juillet et août réunis, sachant qu’il ne s’agit pas d’une région particulièrement sèche. Localement, les cumuls ont pu atteindre 200 millimètres.
La gravité de ces précipitations excessives est liée à son passage sur des masses d'air contenant une grande quantité de vapeur, par exemple  c'était le cas des inondations de 2024 en Europe centrale alors que la goutte remontait de la Méditerranée qui connaissait une température de surface de 26,42 °C.

### Catastrophes naturelles attribuées à la goutte froide synoptique
- Inondations de mars 1930 dans le bassin du Tarn[14],[15],[16] ;
- Aiguat de 1940[17] ;
- Grande inondation de Valence de 1957[18],[19] ;
- Inondation du 3 octobre 1988 de Nîmes[20] ;
- Inondation de Vaison-la-Romaine en septembre 1992[21] ;
- Inondations des années 2010 dans le Var[22] ;
- Inondations d'octobre 2015 dans les Alpes-Maritimes[23] ;
- Inondations de juillet 2021 en Europe ;
- Inondations de juillet 2021 en Belgique ;
- Crues de l'Anglin de 2021 ;
- Inondations de 2024 en Europe centrale ;
- Inondations de 2024 en Espagne.

Voir aussi : Liste d'événements de goutte froide en Espagne depuis 1356 (en).

## Goutte méso

### Formation

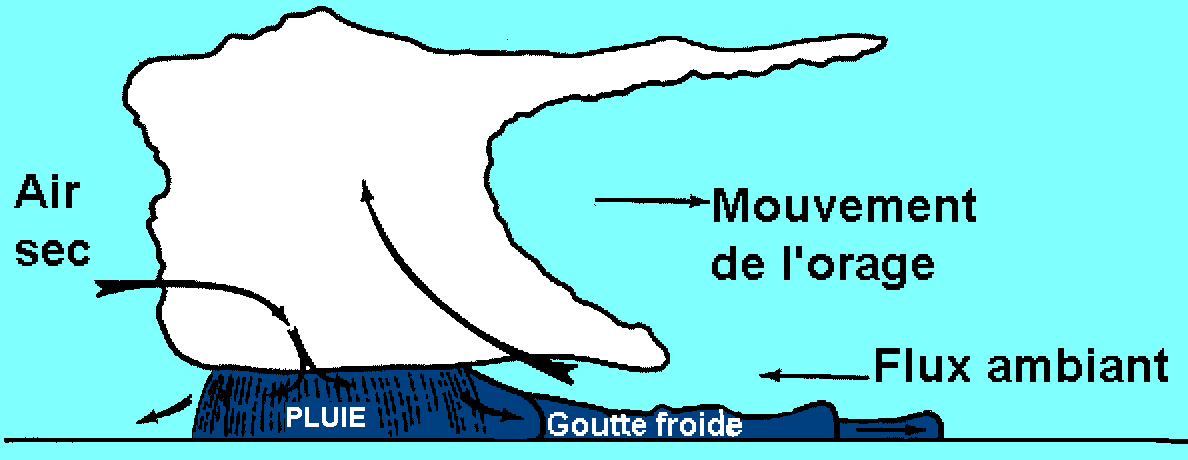
Formation d'une goutte froide sous un orage.

La masse d'air qui génère un orage ou une averse est caractérisée par de l'air chaud et humide à bas niveau, alors que celui d'altitude est plus sec et frais. Ce contraste instable amène l'air inférieur à s'élever en un courant ascendant ; l'humidité se condense à partir de l'altitude où la température de l'air atteint celle du point de rosée, donnant la saturation, pour former le nuage et engendrer plus tard des précipitations.
Le cœur de précipitations dans le nuage, qui se trouve à une grande altitude, finit par être trop pesant pour que le courant ascendant puisse le soutenir. Il commence alors à descendre et lorsqu'il quitte le nuage, les gouttelettes commencent à s'évaporer car l'air n'y est pas saturé. Cette évaporation partielle ou totale retire de l'énergie de l'air entourant les précipitations qui sera donc plus froid que l'environnement. Cet air, malgré le réchauffement adiabatique, sera toujours plus frais que l'environnement une fois le sol atteint et forme une goutte froide sous le nuage,.
D'autre part, de l'air frais et sec des niveaux moyens peut être absorbé dans le nuage. Ce dernier est à une température supérieure car il a subi une transformation adiabatique humide. L'air injecté est donc plus dense et doit descendre. Il reste toujours plus froid que l'environnement durant cette descente et ajoute au dôme d'air froid créé par les précipitations.

### Effets

Animation radar montrant le déplacement des fronts de rafales (bleu clair) à l'avant des orages.

La goutte froide de méso-échelle s'étale sous le nuage et forme un front de rafales plus ou moins intense. En moyenne, les gouttes se propagent à 10 m/s et durent de 2 à 3 heures. Dans les simulations numériques, elles atteignent 10 km de rayon, alors qu'en réalité elles peuvent s'étendre sur 50 à 100 km.
Dans les cas extrêmes, on peut obtenir des rafales descendantes causant de sérieux dommages. La rencontre de la bordure de la goutte avec un flux d'air chaud et humide de surface peut mener à la formation de nouveaux nuages convectifs par soulèvement de cet air et d'une ligne nuageuse appelée arcus sous un cumulonimbus. La collision entre plusieurs gouttes peuvent aussi déclencher la formation de nouveaux orages et ainsi entrainer la formation de nouvelles gouttes de formes complexes.
Finalement, dans la goutte elle-même, l'air est très stable car on y trouve de l'air plus froid au sol qu'en altitude et cela mène à une zone dégagée.